# Phare du Río Chubut
Le phare du Río Chubut (en espagnol : Faro Chubut) est un phare actif situé à l'extrémité sud de l'embouchure du Río Chubut (Département de Rawson), dans la Province de Chubut en Argentine.
Il est géré par le Servicio de Hidrografía Naval (SHN) de la marine .

## Histoire
Le phare a été mis en service le 2 octobre 1933 au sud de la ville de Rawson. À l’origine il fonctionnait au gaz d'acétylène. 
En 1985, il a été équipé à  l’énergie solaire avec une installation composée de panneaux solaires photovoltaïques et de batteries.

## Description
Ce phare  est une tour pyramidale métallique à claire-voie, avec une galerie et une lanterne de 11,5 m de haut, à côté d'un petit bâtiment technique blanc. La tour est peinte en noire avec un balisage de jour par panneaux noirs et blancs et la lanterne est rouge. Il émet, à une hauteur focale de 36,5 m, un éclat blanc de 0.7 seconde par période de 9 secondes. Sa portée est de 6.5 milles nautiques (environ 12 km).
Identifiant : ARLHS : ARG-034 - Amirauté : G1076 - NGA : 110-19728.

## Caractéristique dufeu maritime
Fréquence : 9 secondes (W)
- Lumière : 0.7 seconde
- Obscurité : 8.3 secondes

### Lien connexe
- Liste des phares d'Argentine